# Chusquea laegaardii
Chusquea laegaardii és una espècie de bambú, del gènere Chusquea, de la subtribu Chusqueina, subfamília de les bambusòidies, família poàcies. Originària de Sud-amèrica, es fa a l'Equador, sembla que principalment al Parque Nacional Podocarpus, per bé que hom també l'ha citada a l'Àfrica.